# Karangpakis (Purwoasri)
Karangpakis is een bestuurslaag in het regentschap Kediri van de provincie Oost-Java, Indonesië. Karangpakis telt 2560 inwoners (volkstelling 2010).